# Carl Echtermeier

Karl Echtermeyer vor dem Modell seiner letzten Arbeit, dem Severinschen Grabdenkmal für den Braunschweiger Zentralfriedhof

Carl Friedrich Echtermeier (* 27. Oktober 1845 in Kassel; † 30. Juli 1910 in Braunschweig) war ein deutscher Bildhauer und Hochschullehrer.

## Leben

### Die frühen Jahre
Der Sohn eines Gipsformers erlernte in der väterlichen Werkstatt die Grundlagen seines Handwerks. Parallel dazu besuchte er zunächst die Kunstakademie Kassel und konnte durch eine Reisestipendium seine Ausbildung 1865 an der Kunstakademie München fortsetzen. Es folgte in den Jahren 1867 bis 1870 ein Besuch der Dresdner Kunstakademie, wo der Einfluss seines Lehrers Ernst Hähnel (1811–1891) prägend war. Seine 1870 geschaffene Figur „Tanzende Bacchantin“ wurde mehrfach mit Medaillen ausgezeichnet.
Im Jahre 1870 heiratete Echtermeier und begab sich 1870 bis 1871 auf eine Italienreise. 1871 gründete er ein eigenes Atelier in Dresden, wo er den Bildhauern Robert Diez, Adolf Breymann und Carl Schlüter freundschaftlich verbunden war. Er korrespondierte mit dem Berliner Bildhauer Fritz Schaper.

### Hochschullehrer in Braunschweig

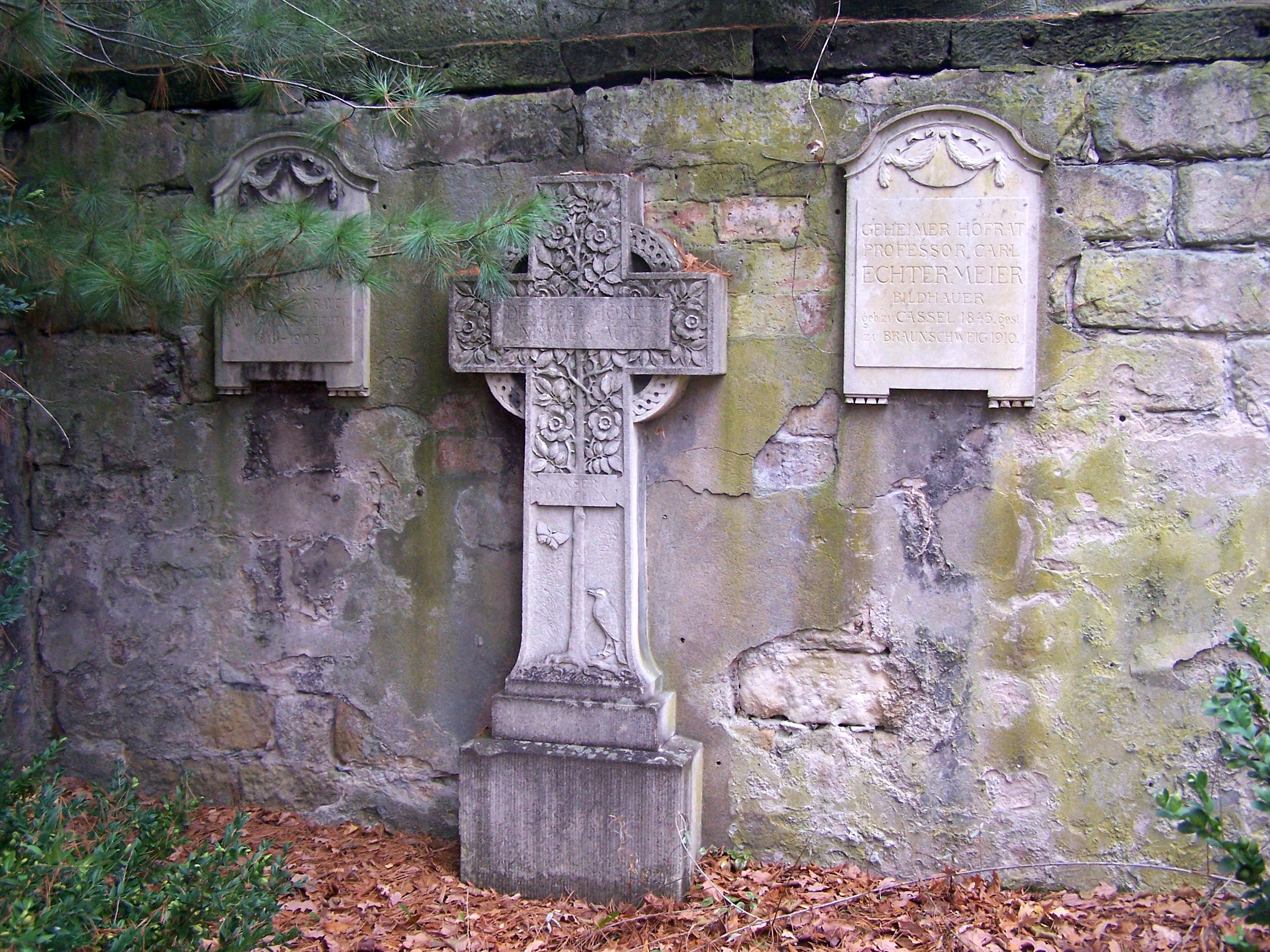
Grab von Echtermeier auf dem St.-Pauli-Friedhof in Dresden

Im Jahre 1883 wurde Echtermeier Nachfolger von Georg Ferdinand Howaldt als Lehrer für Modellieren und Bossieren an der Technischen Hochschule Braunschweig. Seine Schüler waren beispielsweise Gottlieb Elster (1867–1917), Hermann Siedentop (1864–1943), Arnold Kramer (1863–1918) und Eugen Kircheisen (1855–1913).
Die Zusammenarbeit mit dem Architekten Constantin Uhde (Hasenjagdfries für die Villa Löbbecke 1882 und Fries für die Rimpausche Villa 1886 in Braunschweig) endete 1895 im Streit.
Im Wettbewerb für ein Bismarck-Denkmal in Berlin unterlag Echtermeier seinem Mitbewerber Reinhold Begas; Echtermeiers Entwurf wurde dann jedoch 1899 in Magdeburg ausgeführt.
Echtermeier, der den Titel „Geheimer Hofrat“ verliehen bekommen hatte, starb 1910 in Braunschweig und wurde auf dem St.-Pauli-Friedhof in Dresden bestattet.

### Werk (Auswahl)
- Figur Tanzender Satyr (1867/1868)
- Figur Tanzende Bacchantin (1870)

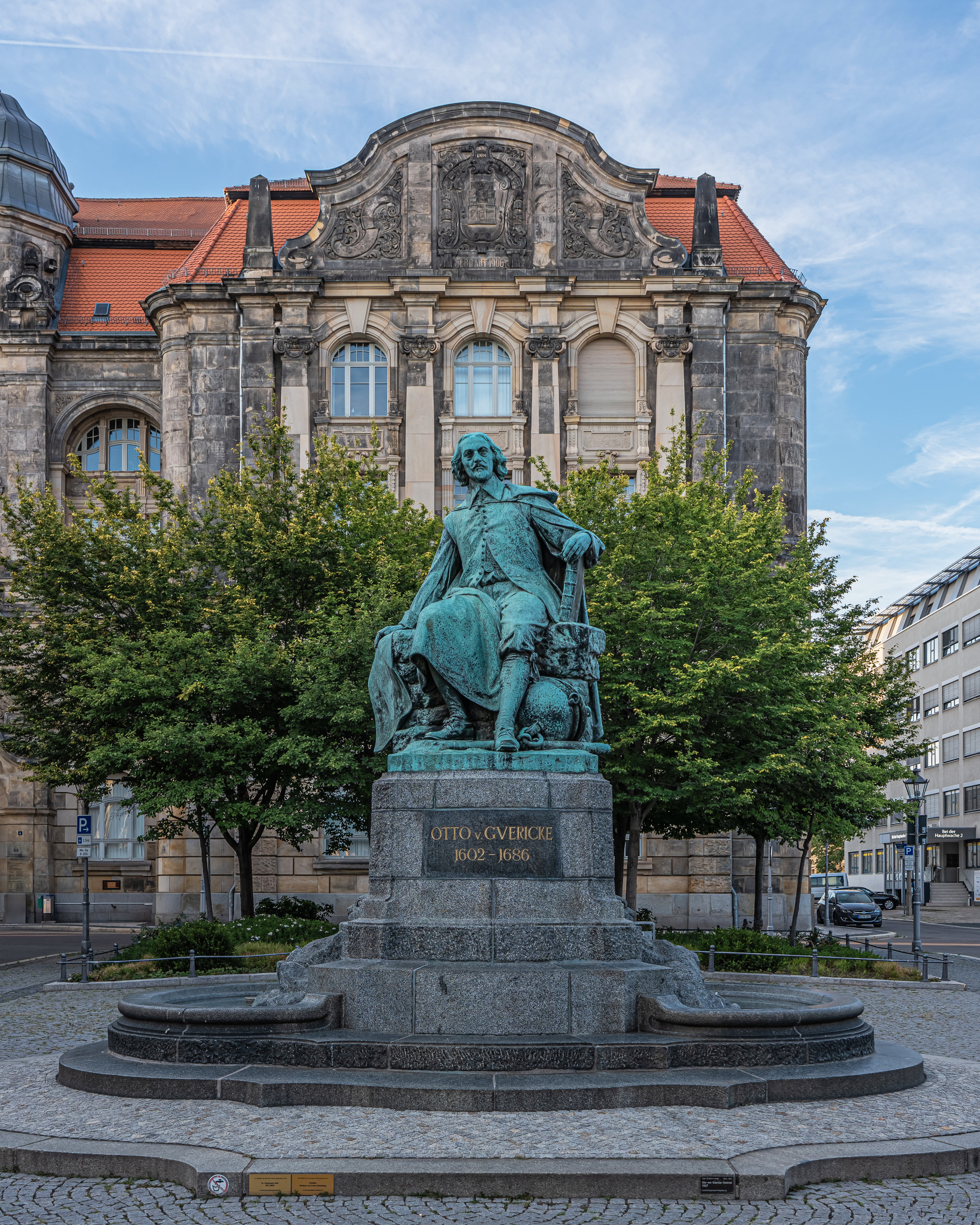
Guericke-Denkmal in Magdeburg, 1907

- Zwei Karyatiden: Die Karyatiden wurden am Portal der Neuen Gemäldegalerie in Kassel aufgestellt. Ausgeführt durch Franz Schwarz. (1874)
- Statue Griechenland: Die Statue ist im Treppenhaus der Neuen Gemäldegalerie in Kassel aufgestellt. Ausgeführt durch Franz Schwarz. (1874)
- Allegorien der Kunst und Wissenschaften, Auftragsarbeit, Eingangshalle der Technischen Hochschule Braunschweig (1877/1879)
- Schomburg-Denkmal, 1879
- Vier allegorische Figurengruppen als Auftragsarbeit für die von Carl Uhde entworfene Säule zum Regierungsjubiläum von Herzog Wilhelm von Braunschweig, 1881
- Vierflüssebrunnen in Kassel, 1881; zerstört
- Acht Länder-Allegorien, Auftragsarbeit für die Gemäldegalerie Kassel, 1882 vollendet
- Entwurf des Bronzedenkmals für den Komponisten Franz Abt in Braunschweig (eingeweiht am 13. Juli 1891; während des Zweiten Weltkriegs eingeschmolzen)
- Denkmal für Karl Immermann in Magdeburg, 1898
- Bismarck-Denkmal in Magdeburg, 1899; zerstört
- Denkmal für den Schriftsteller Carl Leberecht Immermann in Magdeburg (1899)
- Entwurf des Bronzedenkmals für den Reformator Johannes Bugenhagen an der Brüdernkirche in Braunschweig (1902, während des Zweiten Weltkriegs demontiert)
- Denkmal für Otto von Guericke in Magdeburg (1907)

Echtermeier schuf mehr als zwanzig Friedhofsplastiken, die sich überwiegend in Hannover befinden. Unter seinen Porträts Braunschweiger Persönlichkeiten – von denen einige in das Braunschweigische Landesmuseum und in das Städtische Museum Braunschweig gelangten – finden sich beispielsweise Georg Westermann, Heinrich Vieweg und Wilhelm Pockels.